# Saint-Martin-Boulogne
 Saint-Martin-Boulogne  es una población y comuna francesa, situada en la región de Norte-Paso de Calais, departamento de Paso de Calais, en el distrito de Boulogne-sur-Mer y cantón de Boulogne-sur-Mer-Sud.

## Demografía
| 1 297                     | 1 193 | 385 | 524 | 1 617 | 1 171 | 1 838 | 2 069 | 1 222 | 2 175 | 2 519 | 2 721 | 3 486 | 4 017 | 4 295 | 4 669 | 4 995 | 5 122 | 5 286 | 5 669 | 6 377 | 7 044 | 7 530 | 7 925 | 6 876 | 9 722 | 10 888 | 12 032 | 12 341 | 11 271 | 11 054 | 11 499 | 11 383 |
| (Fuente: INSEE y Cassini) |       |     |     |       |       |       |       |       |       |       |       |       |       |       |       |       |       |       |       |       |       |       |       |       |       |        |        |        |        |        |        |        |

Forma parte de la aglomeración urbana de Boulogne-sur-Mer.